# دیمین مارک
دیمین مارک (انگلیسی: Damien Marcq؛ زادهٔ ۸ دسامبر ۱۹۸۸) بازیکن فوتبال اهل فرانسه است.
از باشگاه‌هایی که در آن بازی کرده‌است می‌توان به باشگاه فوتبال خنت، باشگاه فوتبال کان، باشگاه فوتبال دیژون، باشگاه فوتبال رویال شارلوا، باشگاه فوتبال سدان، باشگاه فوتبال رویال یونیون سنت ژیل، و باشگاه فوتبال زولته وارخم اشاره کرد.
وی همچنین در تیم ملی فوتبال زیر ۲۱ سال فرانسه بازی کرده‌است.